# Coniopteryx (Xeroconiopteryx) aequatoriana
Coniopteryx (Xeroconiopteryx) aequatoriana is een insect uit de familie van de dwerggaasvliegen (Coniopterygidae), die tot de orde netvleugeligen (Neuroptera) behoort. 
Coniopteryx (Xeroconiopteryx) aequatoriana is voor het eerst wetenschappelijk beschreven door Monserrat in 1989.